# Jürgen Kramny
Jürgen Kramny (ur. 18 października 1971 w Ludwigsburgu) – niemiecki piłkarz występujący na pozycji pomocnika. Trener piłkarski.

## Kariera piłkarska
Kramny treningi rozpoczął w zespole SpVgg 07 Ludwigsburg, a w 1984 roku dołączył do juniorów VfB Stuttgart. W 1990 roku został włączony do jego pierwszej drużyny, grającej w Bundeslidze. Zadebiutował w niej 8 sierpnia 1990 w wygranym 3:0 meczu z Borussią Dortmund. W sezonie 1991/1992 zdobył z zespołem mistrzostwo Niemiec. Przez dwa lata w Bundeslidze w barwach Stuttgartu rozegrał 14 spotkań.
W 1992 roku Kramny odszedł do 1. FC Nürnberg, także grającego w Bundeslidze. 28 listopada 1992 w przegranym 2:4 pojedynku z Borussią Dortmund strzelił pierwszego gola w Bundeslidze. W 1994 roku spadł z klubem do 2. Bundesligi. W zespole Norymbergi Kramny grał jeszcze przez rok. W 1995 roku został graczem 1. FC Saarbrücken z Regionalligi West/Südwest. Jego barwy reprezentował przez dwa lata.
W 1997 roku przeszedł do drugoligowego 1. FSV Mainz 05. W 2004 roku awansował z nim do Bundesligi. W 2005 roku odszedł do SV Darmstadt 98 z Regionalligi Süd. Na początku 2006 roku wrócił do Mainz, zostając graczem jego rezerw, występujących w Oberlidze Südwest. W tym samym roku zakończył karierę.

## Kariera trenerska
Kramny karierę rozpoczął w 1. FSV Mainz 05, gdzie najpierw prowadził drużynę U-19, a potem był asystentem trenera pierwszego zespołu. Następnie przeszedł do VfB Stuttgart, gdzie trenował drużynę U-19 i rezerwy. W listopadzie 2015 roku objął stanowisko szkoleniowca pierwszej drużyny Stuttgartu. W Bundeslidze zadebiutował 29 listopada 2015 w przegranym 1:4 meczu z Borussią Dortmund.